# Biokobatis
Biokobatis (Batis poensis) är en fågel i familjen flikögon inom ordningen tättingar.

## Utbredning och systematik
Fågeln är endemisk för ön Bioko i Guineabukten utanför Kameruns kust. Tidigare inkluderades västafrikansk batis (B. occulta) i arten, men urskiljs numera allmänt som egen art. 

## Status
IUCN kategoriserar arten som livskraftig.